# Pont-à-Mousson
Pont-à-Mousson – miejscowość i gmina we Francji, w regionie Grand Est, w departamencie Meurthe i Mozela.
Według danych na rok 1990 gminę zamieszkiwało 14 645 osób, a gęstość zaludnienia wynosiła 678 osób/km² (wśród 2335 gmin Lotaryngii Pont-à-Mousson plasuje się na 21. miejscu pod względem liczby ludności, natomiast pod względem powierzchni na miejscu 146.).